# Lida Winiewicz

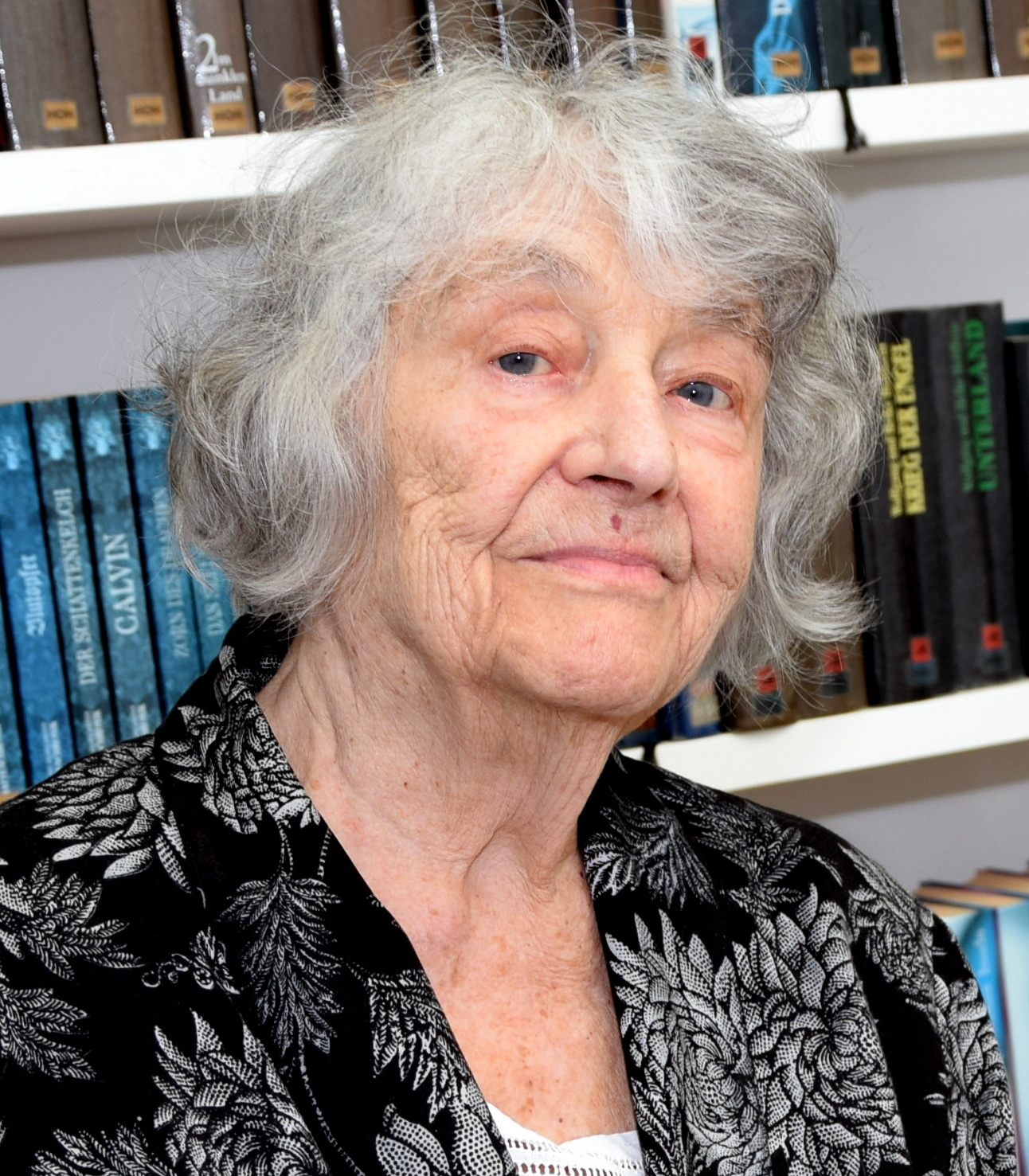
Lida Winiewicz in 2019

Lida Winiewicz-Lefèvre (17 maart 1928 in Wenen – 7 oktober 2020) was een Oostenrijkse schrijfster en vertaalster. Ze ontving veel prijzen en onderscheidingen. Door de Bondspresident van Oostenrijk werd haar de titel ‘Professor’ verleend.
Oostenrijk werd in maart 1938 bij Duitsland of bij het ‘Derde Rijk'  gevoegd ('der Blumenkrieg' (Duitse soldaten werden in meeste plaatsen door Oostenrijkers met open armen ontvangen), 'der Anschluss’). Lida Winiewicz werd in dit nieuwe staatsbestel, op grond van haar Joodse grootmoeder, opeens als een kwartjood of als iemand van een gemengd (onzuiver) ras gezien. Hierdoor verloor ze een paar jaar later haar vader die in Auschwitz werd vermoord.  Haar moeder verloor ze al eerder, toen ze één jaar oud was.  Vanaf haar 15e moest ze voor zichzelf zorgen. Omdat ze maar deels Joods was mocht ze in Wenen blijven. Met verbijstering nam ze de gebeurtenissen om haar heen waar. 
Na beëindiging van een zangopleiding aan de Universiteit voor Muziek en Uitvoerende Kunst in Wenen studeerde ze Engels, Frans, en Italiaans.
Ze maakte prozaboeken, theaterstukken, draaiboeken voor film en televisie en vertalingen uit het Engels, Frans, Italiaans en Spaans.
Een uitspraak van haar was: Vergeleken met Auschwitz is al het andere bijzaak. Ze sloeg zich met veel humor door het leven. Ze werd 92 jaar 
Vertalingen in Nederlands
- De verloren toon (Der verlorene Ton). Vertaling Elly Schippers. Querido. 2018.
- Vragen deed je niet (Späte Gegend). Vertaling Elly Schippers. Querido. 2020.

- Gemeinsame Normdatei: 104622849
- International Standard Name Identifier: 0000 0001 1060 1721
- Library of Congress Control Number: n86002800
- MusicBrainz: 9b7160c2-4732-4e41-923c-a9a8f319947a
- Nationale Bibliotheek van Tsjechië: xx0036838
- Nationale Bibliotheek van Israël: 987007322047805171
- Système universitaire de documentation: 119899094
- Virtual International Authority File: 265249697
- WorldCat: E39PBJm99RQRfRxqrgBfMh7CQq